# SALVE (Elektronenmikroskop)

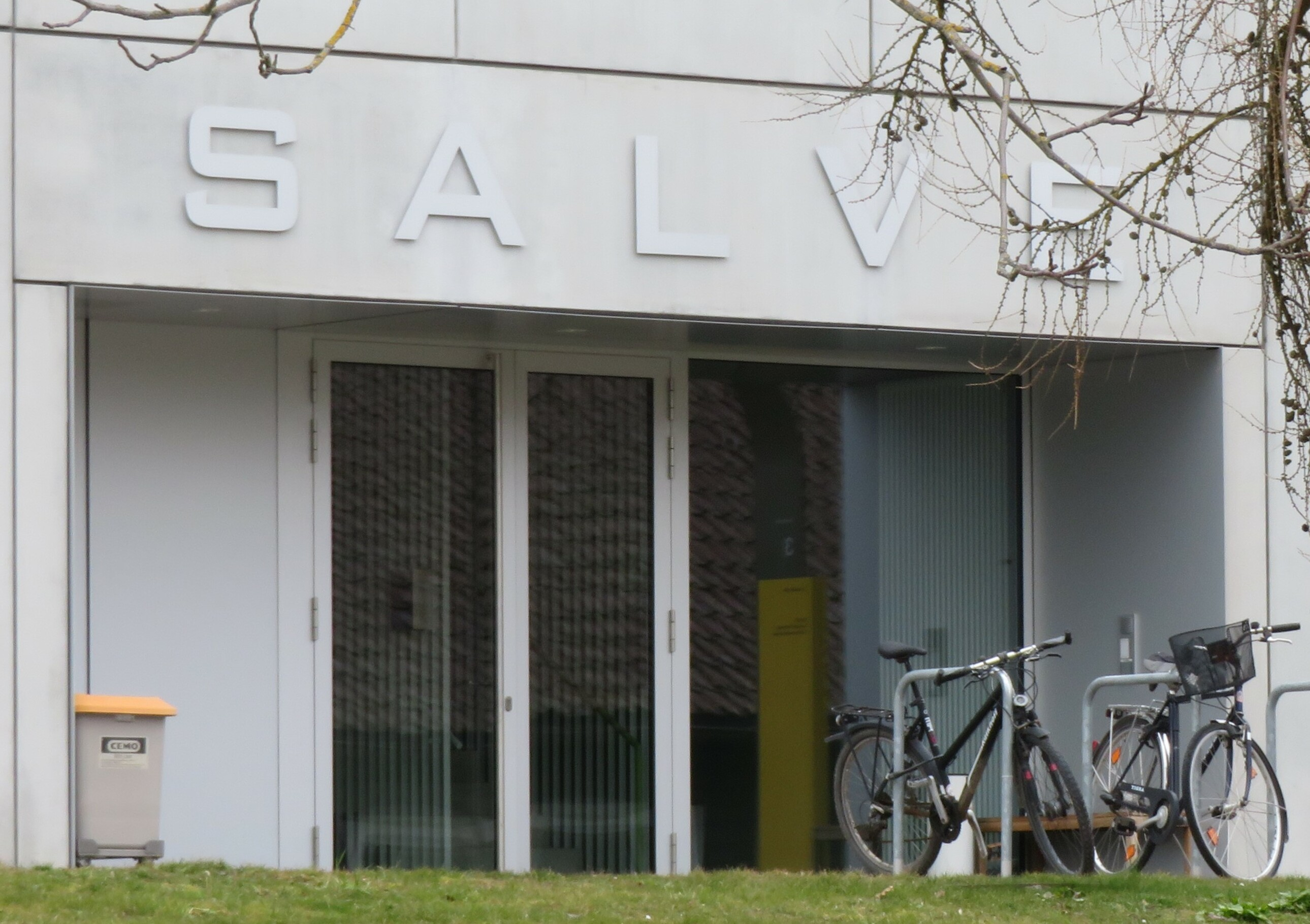
Eingangsbereich des neuen SALVE-Mikroskopie-Gebäudes

SALVE ist der Name eines Niederspannungs-Transmissionselektronenmikroskops (TEM), das 2017 an der Universität Ulm in Betrieb genommen wurde. Es handelt sich um das erste und bisher weltweit einzige Gerät dieser Art mit zweifacher Bildfehlerkorrektur. Das Akronym SALVE setzt sich aus den Anfangsbuchstaben einer Forschungsinitiative der Universität Ulm mit der Bezeichnung Sub-Angström Low-Voltage Electron Microscopy zusammen.

## Beschreibung
Mit dem Gerät steht nun der Abteilung Materialwissenschaftliche Elektronenmikroskopie der Fakultät Naturwissenschaften eine besonders materialschonende Technologie zur atomar auflösenden elektronenmikroskopischen Abbildung zur Verfügung. Hersteller des Mikroskops sind das amerikanisch-niederländische Unternehmen FEI Company und die Heidelberger Firma CEOS (Corrected Electron Optical Systems), die das zugehörige elektronenoptische Korrektursystem entwickelte. Die Entwicklung von SALVE dauerte sieben Jahre. Das Gerät ist 4 m hoch und wiegt mehrere Tonnen. Eine Spezialspedition transportierte das zerlegte High-Tech-Gerät Ende September 2017 nach Ulm. Am 12. Dezember 2017 wurde es im Rahmen einer Festveranstaltung eingeweiht.
Da das „Supermikroskop“ mit materialschonender Niederspannung arbeitet, können auch elektronenstrahlempfindliche Materialien wie Biomoleküle und ultradünne Materialien auf ihre atomare Struktur hin untersucht werden. Für das Gerät wurde ein spezielles elektronenoptisches Korrektorsystem (Cc/Cs-Korrektor) entwickelt, das auftretende Farb- und Öffnungsfehler gleichzeitig bereinigen kann und so hochauflösende Aufnahmen ermöglicht.
Erstmals gelang es einer deutsch-britischen Forschungsgruppe um die projektleitende Ulmer Professorin Ute Kaiser, mit Hilfe von SALVE und winzigen Kohlenstoff-Nanoröhren das Entstehen und Brechen von chemischen Atom-Verbindungen filmisch festzuhalten. Diese Bindeglieder sind eine halbe Million Mal kleiner als die Breite eines menschlichen Haares.

## Mikroskopie-Gebäude

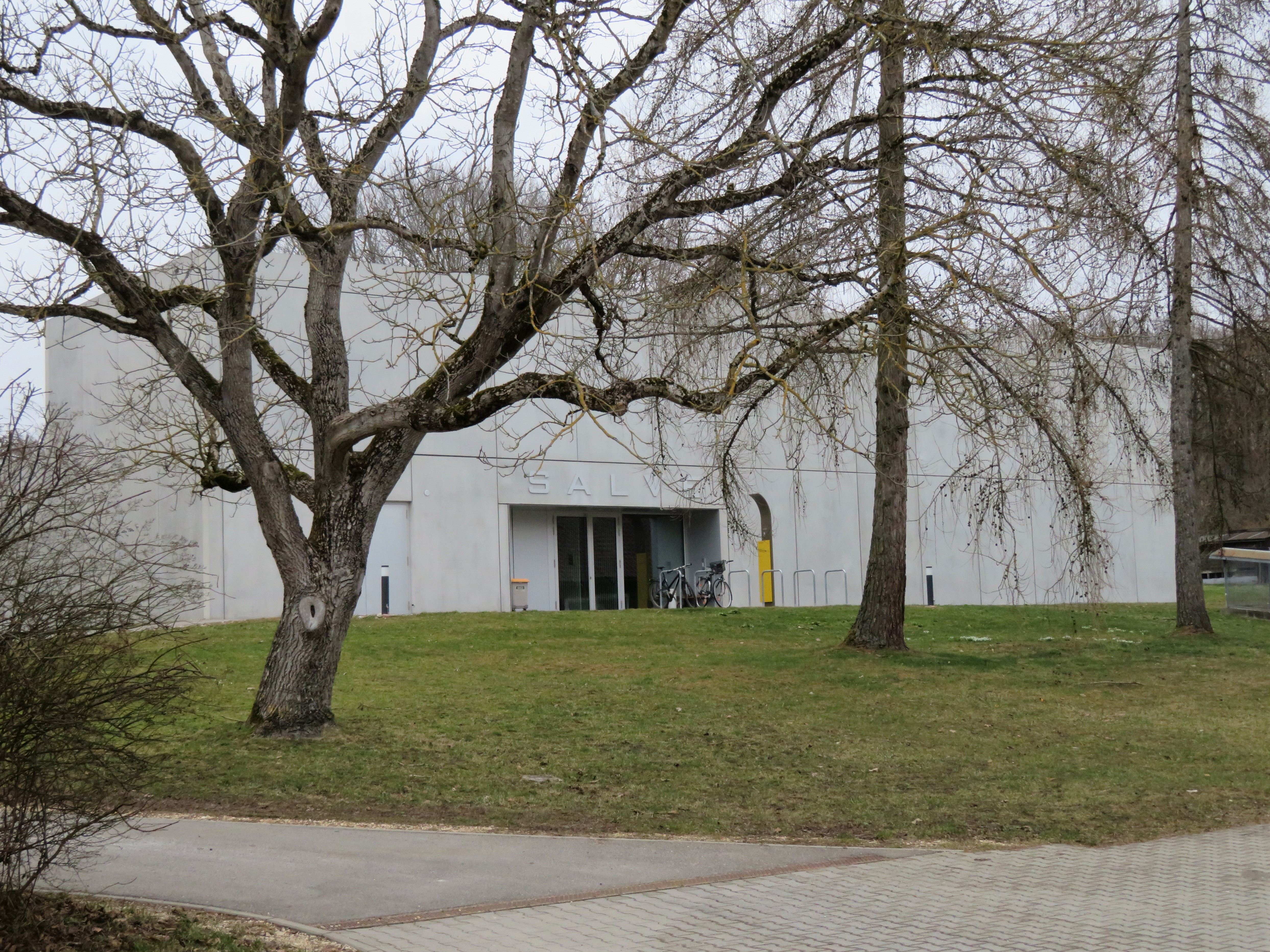
Das für das SALVE-Mikroskop neu errichtete Spezialgebäude in Ulm

Zur Unterbringung des SALVE-Mikroskops wurde auf dem Oberen Eselsberg in Ulm in 15-monatiger Bauzeit eigens ein neues, zweistöckiges Gebäude in Fertigteil-Bauweise errichtet. Der Zweckbau aus Beton ermöglicht die Aufstellung des Gerätes in einer temperaturstabilen Umgebung. Die Fassade wurde mit möglichst wenig Fensterfläche gestaltet, um einen sommerlichen Wärmeeintrag zu minimieren. Durch luftgefederte Stahlbeton-Sonderfundamente wird eine erschütterungsfreie Aufstellung des Gerätes erreicht. Die Schallabschirmung der 5,20 m hohen Räume mit gelochten Gipskartonplatten entspricht derjenigen eines Tonstudios. Das Gebäude ist zudem gegen elektromagnetische Außenstrahlung abgeschirmt und mit einer Magnetfeldkompensationsanlage ausgestattet.
In dem neuen Mikroskopie-Gebäude wurde als zweites Mikroskop das Transmissionselektronenmikroskop FEI TITAN (80-300) untergebracht, das bereits seit 2005 an der Universität Ulm genutzt wurde. Wegen der erwarteten Emissionen der neuen Straßenbahnlinie zum Universitätscampus am Eselsberg musste ein Ersatzstandort für das Gerät gefunden werden.

## Kosten und Finanzierung
Die Entwicklung und Herstellung des SALVE-Mikroskops kosteten 10,6 Millionen Euro. Die Deutsche Forschungsgemeinschaft (DFG) trug die Hälfte der Kosten in Höhe von 5,3 Millionen Euro. An der Finanzierung beteiligten sich das Land Baden-Württemberg mit 3,8 Millionen Euro und die Carl-Zeiss-Stiftung mit weiteren Fördergeldern.
Hinzu kamen die Kosten für das neu errichtete Mikroskopie-Gebäude, das besonderen technischen Anforderungen genügen musste und 3,85 Millionen Euro kostete.
Diese Kosten verteilen sich auf die Stadtwerke Ulm (44 Prozent), die Universität Ulm und das Land Baden-Württemberg (56 Prozent, im Verhältnis zwei zu eins).
Die Carl-Zeiss-Stiftung förderte das SALVE-Projekt durch die Finanzierung der Einrichtung einer Stiftungsprofessur für Elektronen- und Ionen-Mikroskopie sowie einer Seniorgastprofessur an der Universität Ulm.